# أبسردويية (غرمسار كرمان)
أبسردوییة (بالفارسية: ابسردوییه) هي قرية تقع في إيران في قسم مردهك الریفي. يقدر عدد سكانها بـ 69 نسمة بحسب إحصاء 2016.